# The Best of Warrant
The Best of Warrant è una raccolta del gruppo musicale statunitense Warrant, pubblicata il 2 aprile 1996 dalla Legacy Recordings.

## Il disco
Il disco contiene tracce estratte dai primi tre album in studio del gruppo, Dirty Rotten Filthy Stinking Rich, Cherry Pie e Dog Eat Dog, mentre è escluso materiale dell'ultimo album, Ultraphobic.
Sono inoltre presenti per la prima volta su disco: Thin Disguise, che era il lato B del singolo Cherry Pie, la cover dei Queen We Will Rock You, incisa per la colonna sonora del film I gladiatori della strada, e una versione acustica di I Saw Red, anch'essa utilizzata come lato B e accompagnata da un video musicale.

## Tracce
1. Down Boys – 4:03 – da Dirty Rotten Filthy Stinking Rich
2. 32 Pennies – 3:08 – da Dirty Rotten Filthy Stinking Rich
3. Heaven – 3:55 – da Dirty Rotten Filthy Stinking Rich
4. D.R.F.S.R. – 3:17 – da Dirty Rotten Filthy Stinking Rich
5. Big Talk – 3:42 – da Dirty Rotten Filthy Stinking Rich
6. Sometimes She Cries – 4:43 – da Dirty Rotten Filthy Stinking Rich
7. Cherry Pie – 3:20 – da Cherry Pie
8. Thin Disguise – 3:13 – da Cherry Pie, lato B
9. Uncle Tom's Cabin – 4:01 – da Cherry Pie
10. I Saw Red (acoustic version) – 3:45 – da I Saw Red, lato B
11. Bed of Roses – 3:12 – da Cherry Pie
12. Mr. Rainmaker – 3:28 – da Cherry Pie
13. Sure Feels Good to Me – 2:39 – da Cherry Pie
14. Hole in My Wall – 3:35 – da Dog Eat Dog
15. Machine Gun – 3:43 – da Dog Eat Dog
16. We Will Rock You – 2:56 – da Gladiator Soundtrack

## Formazione
- Jani Lane – voce
- Joey Allen – chitarra
- Erik Turner – chitarra
- Jerry Dixon – basso
- Steven Sweet – batteria